# Torre del Cocenno
Torre del Cocenno è una costruzione nel comune di Poggio Renatico visibile dopo circa un chilometro da San Carlo di Sant’Agostino passato il ponte sullo scolo Passo. 
Fu costruita nel 1233  nel punto di confluenza dei due fiumi Cocenno e Riolo da cui nel 1297 partiva il Lavino, sfociante nel Po.
Faceva parte del sistema difensivo realizzato dal comune di Bologna nei secoli XII e XIII per contrastare la rivale Ferrara.
La torre, coi terreni circostanti, divenne in seguito una tenuta agricola appartenente dalla metà circa del XVI secolo fino alla fine del XVIII ai Padri Olivetani di San Michele in Bosco di Bologna. 
Nel 1806 la torre e le terre vennero assegnate da Napoleone all'Università di Bologna. Nel 1864 la proprietà risulta essere di Filippo Calegari.
A causa del terremoto del maggio 2012 la torre ha subito gravi danni strutturali ed è in fase di ristrutturazione.